# The Limeliters
The Limeliters est un groupe américain de musique folk formé en 1959 par Lou Gottlieb, Alex Hassilev et Glenn Yarbrough. Ils sont particulièrement connus pour leur musique entraînante et leurs performances vocales.

## Première époque
Lou Gottlieb rencontre Hassilev et Yarbrough en juillet 1959 alors que ces derniers se produisent sur scène. Ils constituent un trio qui rencontre un succès rapide et sort un premier album en 1960 avec la maison de disques Elektra ; puis ils obtiennent un contrat avec Victor RCA, avec qui ils enchaînent les succès. Leur album de 1961, Tonight: In Person rencontre tout particulièrement l'enthousiasme du public. Ils multiplient les concerts et profitent de leur notoriété pour participer à des opérations publicitaires, notamment pour l'entreprise Coca-Cola.

## Séparation du trio
Peu après que le trio réchappe à un accident d'avion, Glenn Yarbrough quitte le groupe en 1963 et entreprend une carrière solo ; les deux membres restants du groupe continuent à réaliser des enregistrements, accompagnés d'Ernie Sheldon qui remplace Yarbrough. En 1965, le contrat avec Victor RCA parvient à son terme, et Gottlieb et Hassilev décident à cette occasion d'arrêter eux aussi leur activité de musiciens.

## Retrouvailles
Le groupe se réunit à nouveau en 1968, brièvement, pour enregistrer un album pour Warner Bros. Records. Puis, au cours des années 1970, ils se retrouvent chaque année avec Yarbrough pour une tournée. La maison de disques Stax Records produit un nouveau disque en 1974, puis en 1976 ils produisent eux-mêmes, sous leur label Brass Dolphin Records, deux disques enregistrés en concert. Le succès de ces enregistrements est tel que Gottlieb et Hassilev décident de relancer complètement The Limeliters en s'associant cette fois à Red Grammer et à John Dalia. Puis différents artistes se succèdent au gré des départs ou des décès : Gottlieb meurt en 1996. Quant à Hassilev, il quitte les Limeliters en 2006 pour prendre sa retraite. Par conséquent, bien que le groupe existe toujours, il ne contient plus aucun de ses membres fondateurs : depuis 2019, il est composé d'Andy Corwin, Steve Brooks et C. Daniel Boling.